# Gabinete de Investigação de Corrupção para Altos Funcionários
O Gabinete de Investigação da Corrupção para Altos Funcionários ( hangul: 고위공직자범죄수사처; hanja: 高位公職者犯罪搜査處; rr: Gowigongjikja beomjoesusacheo), é uma agência independente do governo sul-coreano responsável por processar crimes e investigar alegações envolvendo "altos funcionários" ou seus familiares diretos.
Espera-se que a agência policie quase 6.500 "altos funcionários" — atuais e antigos — e seus cônjuges e filhos. A Lei especifica os cargos como altos funcionários do governo, incluindo, mas não se limitando a parlamentares, promotores, juízes e até mesmo o Presidente da Coreia do Sul. Contudo, a sua autoridade investigativa limita-se aos casos relacionados com determinados crimes definidos pela Lei, deixando outros tipos de alegações e crimes, como o assédio sexual, à apreciação e acusação do Ministério Público Sul-corean.

## História
A Lei sobre a criação e funcionamento da agência foi aprovada pela Assembleia Nacional em Dezembro de 2019  e entrou em vigor em Julho de 2020. No entanto, devido à recusa Partido do Poder Popular em cooperar, não nomeando a sua própria quota de membros do comitê de nomeação do chefe da agência, este não iniciou as operações na data legalmente exigida de 1 de Julho de 2020.
Em Fevereiro de 2020, o Tribunal Constitucional da Coreia concordou em ouvir o caso movido pelo Partido do Poder Popular contra a sua criação. Depois de violar a lei ao anunciar a sua decisão em menos de 180 dias a partir do dia em que concordou em ouvir o caso, o Tribunal considerou a lei de estabelecimento da agência constitucional em Janeiro de 2021.
Em dezembro de 2020, o comitê de nomeação do chefe do da agência recomendou dois candidatos ao presidente Moon - ambos inicialmente recomendados pelo presidente da Ordem dos Advogados.  Em 21 de janeiro de 2021, Kim Jin-wook, ex-juiz e advogado, foi nomeado o primeiro chefe do Gabinete de Investigação da Corrupção para Altos Funcionários.
Em 4 de março de 2021, o então Procurador-Geral Yoon Suk Yeol ofereceu sua demissão sob objeções à criação da agência, uma vez que alguns dos seus poderes seriam retirados do Gabinete do Procurador Supremo da Coreia do Sul.
Até maio de 2021, o gabinete concluiu a nomeação de 13 procuradores e 18 investigadores, do máximo possível de 23 e 40, respetivamente.

## Organização
O chefe do do gabinete é nomeado pelo Presidente entre dois candidatos recomendados pelo comitê de nomeação. O comité é composto pelo Ministro da Justiça, pelo Ministro da Administração dos Tribunais Nacionais, pelo Presidente da Ordem dos Advogados da Coreia e por mais quatro membros - dois recomendados pelo partido no poder e o outros dois pela oposição. Como qualquer um dos dois candidatos finais deve ser aprovado por todos os seis membros do comitê, os dois membros recomendados pelo partido da oposição - e o partido da oposição em geral - são considerados como tendo poder de veto sobre a seleção do chefe do gabinete. Depois que o primeiro comitê de nomeação entrou em impasse quando dois membros recomendados pelo partido de oposição exerceram seu poder de veto para todos os candidatos recomendados por outros cinco membros, o partido no poder conseguiu aprovar uma emenda legislativa para mudar a condição. A lei alterada agora exige que o comitê de nomeação forme apenas 5 dos 7 votos possíveis — removendo efetivamente o poder de veto do partido de oposição — para escolher os dois candidatos finalistas.
A lei permite um máximo de 25 promotores, incluindo o chefe do gabinete e o vice.

## Investigação da Lei Marcial de 2024
Como parte da investigação criminal sobre a declaração de lei marcial do Presidente Yoon Suk Yeol e sua recusa em comparecer para interrogatório, o gabinete solicitou e obteve um mandado de prisão aprovado pelo tribunal contra o Presidente impeachado e, portanto, suspenso, marcando a primeira vez que um presidente em exercício do país enfrentou prisão.
Em 3 de janeiro de 2025, o gabinete moveu-se para executar o mandado de prisão, levando a um impasse de segurança com o Serviço de Segurança Presidencial na residência presidencial oficial.